# Mastering
 Der er for få eller ingen kildehenvisninger i denne artikel, hvilket er et problem. Du kan hjælpe ved at angive troværdige kilder til de påstande, som fremføres i artiklen.

Mastering også kaldet 'Audio-mastering' eller 'Lyd-mastering', er en specialiseret proces der udgør den sidste behandling af indspillet lyd og musik, inden det går til selve produktionsfasen (CD-fremstilling, klargøring til digitale medier, vinyl-fremstilling m.m.)

## Overblik
Udgangspunktet for mastering er en mixmaster, dvs. en optagelse af musik i stereo (typisk, dog flerspors- og surround-mastere Surround sound også forekommer) som mix teknikeren har frembragt. Det optimale udgangspunkt for en mixmaster er en optagelse der indeholder nok headroom (dvs. lydniveauforskel mellem den højeste musiklydstyrke og øverste niveau i formatet) til at mastering teknikeren kan foretage sine opgaver på musikken. Disse opgaver består i at lydoptimere musikken med henblik på at opnå bedst muligt lydstyrke, ensartethed blandt de forskellige sange på masteren samt sørge for harmoniske overgange og indkorporering af ISRC-koder (ejerskabskoder), katalogkoder, titler, kunstnernavne, datoer m.v.)

## Udvikling
Mastering processen kan indeholde teknikker kendt fra indspilningsfasen, så som EQ'ing (justering af frekvenser), komprimering (justering af dynamik), støjeliminering, fades (glidende ind- og ud-gange) m.v., men er hovedsageligt det sidste forkromede overbliksbillede inden musikken ryger ud til forbrugeren. Historisk set, har processen i mange år, fra indspillet musiks indtog på den kommercielle scene i starten af 1900-tallet til den digitale revolution i 1980'erne, været forbeholdt mænd i kitler og butterfly som drejede på knapper i små lukkede og for gæster (inkl. musikere og producere) uindbydende rum. Dette har ændret sig drastisk siden de digitale medier har taget over. Nu om dage, er det folk med stor respekt og sans for musik som benytter sig af til stadighed mere og mere avanceret software til at sætte det sidste aftryk på musikken. Hvor man før i tiden (den analoge tidsalder) var afhængig af direkte-til-matrice processer (direkte overførsel til vinyl presse form), båndoptagere båndoptager, analoge EQ's, analoge kompressorer, barberblade og tape) er man i stigende grad begunstiget af programmer til almindelige computere som kan håndtere de samme processer (hurtigere og bedre, mener mange).